# Clevelandia bildingii
Clevelandia bildingii là loài thực vật có hoa thuộc họ Cỏ chổi. Loài này được (Greene) Greene mô tả khoa học đầu tiên năm 1885.